# Chaetolopha rubicunda
Chaetolopha rubicunda là một loài bướm đêm trong họ Geometridae.